# Baldratia grandis
Baldratia grandis är en tvåvingeart som beskrevs av Möhn 1969. Baldratia grandis ingår i släktet Baldratia och familjen gallmyggor. Inga underarter finns listade i Catalogue of Life.